# Demokratska Stranka Federalista (Srbija)
Demokratska stranka federalista osnovana je u Srbiji 2003. godine. Osnivač je Dr Dragan Đokanović. Sjedište Stranke je u Beogradu. Glavni stranački cilj je afirmacija europske ideje i ulazak Srbije u Europsku uniju.

## Vanjske poveznice
- Web prezentacija predsjednika stranke, dr Dragana Đokanovića
- Ministarstvo za lokalnu upravu i samoupravu Srbije, Registar političkih organizacija